# Santos de Isasa y Valseca
Santos de Isasa y Valseca (Montoro, 31 de desembre de 1822 – Madrid, 18 de desembre de 1907) va ser un advocat i polític espanyol que va arribar a ocupar el càrrec de ministre de Foment i la presidència del Tribunal Suprem durant la regència de Maria Cristina d'Habsburg-Lorena.

## Biografia
Catedràtic d'Història de les Institucions de l'Edat Moderna a l'Escola Superior de Diplomàtica des de 1857, va iniciar la seva carrera política com a diputat per Còrdova en les eleccions de 1863, aconseguiria aquest mateix escó en les successives eleccions celebrades fins a 1893. En 1895 va ser nomenat Governador del Banc d'Espanya i en 1896 va resultar escollit senador per Còrdova, passant en 1898 a ser senador per "Dret Propi".
Va ser Ministre de Foment entre el 5 de juliol de 1890 i el 23 de novembre de 1891 en un govern que presidí Antonio Cánovas del Castillo i president del Tribunal Suprem entre 1895 i 1901. També va ser governador civil de Cadis.